# Форвард (контракт)
Форвард (англ. forward contract с англ. — «будущий контракт», форвардный контракт) — договор (производный финансовый инструмент), по которому одна сторона (продавец) обязуется в определённый договором срок передать товар (базовый актив) другой стороне (покупателю) или исполнить альтернативное денежное обязательство, а покупатель обязуется принять и оплатить этот базовый актив, и (или) по условиям которого у сторон возникают встречные денежные обязательства в размере, зависящем от значения показателя базового актива на момент исполнения обязательств, в порядке и в течение срока или в срок, установленный договором.
Форвардный контракт — обязательный для исполнения срочный контракт, в соответствии с которым покупатель и продавец соглашаются на поставку товара оговоренного качества и количества или валюты на определённую дату в будущем. Цена товара, валютный курс и другие условия фиксируются в момент заключения сделки.
В отличие от фьючерсных контрактов, форвардные сделки не стандартизированы.

## Отличительные черты форвардных контрактов
- Они имеют обязательную силу и являются не обращающимися;
- Составляются с учетом конкретных требований клиента и не являются объектом обязательной отчетности;
- Во время переговоров должны быть определены: размер контракта, качество поставляемого актива, место и дата поставки.

Основное преимущество этих контрактов — фиксация цены на будущую дату. Главный недостаток — при изменении цен к расчетному дню в любую сторону контрагенты не могут разорвать его.

## Виды форвардных контрактов
Форвард может быть расчетным или поставочным.
- Расчетный (беспоставочный) форвард (NDF) не заканчивается поставкой базового актива.
- Поставочный форвард (DF) заканчивается поставкой базового актива и полной оплатой на условиях сделки (договора).

Срочная внебиржевая сделка (сделка с отсроченными обязательствами) является поставочным форвардом.
Форвард с открытой датой — форвардный контракт, по которому не определена дата расчетов (дата исполнения).
Кроме того, форвардные контракты делят на виды в зависимости от базового актива:
- Финансовый форвард, базовым активом которого являются ценные бумаги, валюта, процентные ставки;

- Товарный форвард, базовым активом которого является реальный товар — нефть, зерно, металл, золото и т. д[3].

Форвардная цена актива — текущая цена форвардных контрактов на соответствующий актив. Устанавливается в момент заключения форвардного контракта. Расчёты между сторонами по форвардному контракту происходят по этой цене.